# گوفیس
گوفیس (به آلمانی: Göfis) یک منطقهٔ مسکونی در اتریش است که در ناحیه فلدکیرش واقع شده‌است. گوفیس ۹٫۰۵ کیلومتر مربع مساحت دارد ۵۵۸ متر بالاتر از سطح دریا واقع شده‌است.